# Bill Tamper
Bill Tamper (* 1922 in Tusna, Peru; † 10. November 1991) war ein amerikanischer Jazzmusiker (Posaune, Arrangement, Komposition, Bandleader).
Tamper wuchs in Peru auf, 1930 emigrierte seine Familie zunächst in die Vereinigten Staaten, 1950 zog er nach Frankreich. Dort arbeitete er in den folgenden Jahren u. a. mit Bill Coleman, E. Delouche et son Orchestre, Jack Diéval, André Persiany, Benny Bennet, Harry Perret und Jacques Hélian; ferner nahm er mit Don Byas, Dizzy Gillespie, Géo Daly, Dave Pochonet, Gigi Gryce, Martial Solal auf. 1952 spielte er erstmals unter eigenem Namen mehrere Titel für Philips ein (Bill Tamper et ses Cool Cats, u. a. mit Fernand Verstraete, William Boucaya, Roger Lecussant und Jacques „Popoff“ Medvedko). In den 1960er-Jahren spielte er u. a. auch mit Memphis Slim, Sonny Grey, François Guin, Guy Lafitte, The Four Bones, ab 1973 bei Claude Bolling.
Im Bereich des Jazz war er von 1951 bis 1979 an 35 Aufnahmesessions beteiligt. Tamper schrieb außerdem eine Reihe von Kompositionen  wie „Etrange lendemain“ (für Piano) oder  „Fable“ (für Posaunenquartett).